# 田中和夫 (堺市長)
田中 和夫（たなか かずお、1927年〈昭和2年〉1月2日 - 1989年〈平成元年〉8月21日）は、日本の政治家、自治官僚。大阪府堺市長（第15代）。助役の時に、堺市の政令指定都市移行を目指す我堂武夫市政を実務面で支え、後継として就任後、我堂とともに「名市長」と呼ばれた。位階は正五位、勲三等瑞宝章受章。

## 略歴
現在の山口県柳井市出身。1949年（昭和24年）東京大学法学部を卒業。自治省に入省し、地方公務員災害補償基金事務局長、自治大学校副校長などを歴任。
堺市の助役として、第15代市長の我堂武夫による行財政の見直し、行政改革・財政再建・都市再開発を支えた。1984年（昭和59年）2月、我堂市長退任に伴う選挙に出馬し、第16代の市長に初当選した。
1988年2月に再選し、2期目の1989年（平成元年）8月21日、入院先の大阪府立成人病センター（大阪市東成区、現大阪国際がんセンター）で心不全のため急死した。享年62。死没日付をもって正五位、勲三等瑞宝章。

## 人物
堺市の人口30万人台だった1961年に第13代市長の河盛安之介が「100万都市構想」として、1976年に第14代市長の我堂が正式発表した政令指定都市昇格について、田中は市長として実現に尽力したが、自身は地方自治体の規模や在り方について「行財政能力のみではなく“わがまち”意識の強さも加えて判断されるべき」「人口規模は、効率を重視する産業界で一定の基準とはなり得ても、自治体としての“適正規模”の基準として絶対のものではあり得ない」との見解を示している。
自身は、堺市の政令指定都市昇格の原動力となった泉北ニュータウン（計画人口約18万人）の槇塚台に在住。読書家でノンフィクション小説など4,000冊を所蔵していた。なお、蔵書は生前の望みで2007年に堺市立図書館に寄贈され、2008年4月に堺市立中央図書館に「田中文庫」コーナーとして開設された。コーナーに並ぶのは主に文芸書2,700冊で、昭和50年代後半から死去した平成元年までの国内外の現代小説が中心となっている。